# Barnabás Steinmetz
Barnabás Steinmetz (Boedapest, 6 oktober 1975) is een Hongaars waterpolospeler.
Steinmetz, bijgenaamd Barney en Sema, nam als waterpoloër tweemaal deel aan de Olympische Spelen in 2000 en 2004. Hij veroverde twee keer een gouden medaille.
In de competitie kwam Steinmetz uit voor Posillipo Napoli en Vasas Sport Club Boedapest. Steinmetz komt uit een waterpolofamilie zijn broer Ádám Steinmetz nam in 2004 ook deel aan de Olympische Spelen.
Tibor Benedek · 
Péter Biros · 
Rajmund Fodor · 
Tamás Kásás · 
Gergely Kiss · 
Zoltán Kósz · 
Tamás Märcz · 
Tamás Molnár · 
Barnabás Steinmetz · 
Zoltán Szécsi · 
Bulcsú Székely · 
Zsolt Varga · 
Attila Vári
Tibor Benedek · 
Péter Biros · 
Rajmund Fodor · 
István Gergely · 
Tamás Kásás · 
Gergely Kiss · 
Norbert Madaras · 
Tamás Molnár · 
Ádám Steinmetz · 
Barnabás Steinmetz · 
Zoltán Szécsi · 
Tamás Varga · 
Attila Vári